# Enciclopédia Delta-Larousse

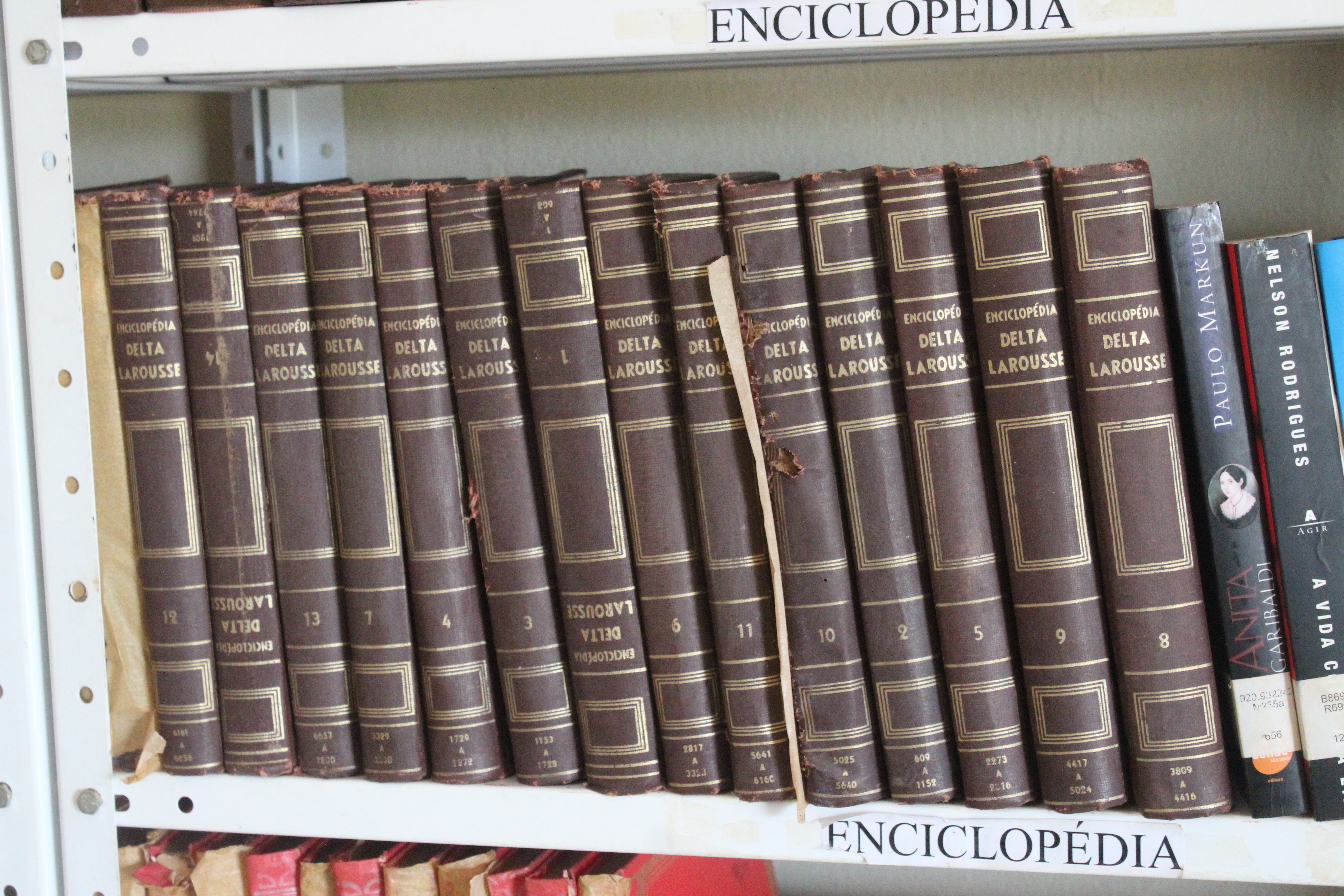
Delta Larousse no acervo da Biblioteca Municipal de Juazeiro do Piauí, em 2020.

A Enciclopédia Delta-Larousse é uma enciclopédia tradicional, originalmente composta por quinze volumes e publicada em 1960 pela Editora Delta, do Rio de Janeiro. A obra resultou da tradução e adaptação da versão original em francês Larousse Méthodique e foi organizada sob responsabilidade de Abraham Koogan. A Grande Enciclopédia Larousse Cultural é uma derivada desta.
Composta de artigos e referência com vocabulário simples, mas informativo e eficiente, tem sido amplamente utilizada nas bibliotecas escolares do Brasil. No formato "Capa Dura", com páginas em papel especial e fotos coloridas leva a uma leitura agradável e chamativa, suprindo bem a sua função de enciclopédia de referência geral.